# Gianpaolo Buzzacchino
Gianpaolo Buzzacchino (Catania, 29 novembre 1999) è uno schermidore italiano, specializzato nella spada.

## Biografia
Originario di Catania, allievo del maestro Michele Partanni, si affermò nel panorama internazionale vincendo la medaglia d'argento ai mondiali cadetti del 2016.
Ottenne un argento a squadre agli europei juniores del 2018, riconfermando lo stesso piazzamento nella rassegna dell'anno seguente.
Sempre nel 2019, vinse la medaglia di bronzo individuale ai campionati mondiali giovanili.
Convocato in nazionale maggiore agli europei di Genova del 2025, si aggiudicò la medaglia di bronzo a squadre, insieme ai compagni Matteo Galassi, Andrea Santarelli e Davide Di Veroli.
Fa parte del Gruppo Sportivo Fiamme Oro.

## Palmarès
- Europei

Genova 2025: bronzo nella spada a squadre.
- Mondiali giovanili

Plovdiv 2017: oro nella spada a squadre.
Verona 2018: bronzo nella spada a squadre.
Toruń 2019: bronzo nella spada individuale.
- Europei juniores

Soči 2018: argento nella spada a squadre.
Foggia 2019: argento nella spada a squadre.